# Wolf: Dertien essays over de vrouw
Wolf: Dertien essays over de vrouw is een door Maartje Laterveer samengestelde essaybundel waarin dertien schrijfsters elk voor zich onderzoeken wat vrouw-zijn en feminisme betekenen. De bundel neemt expliciet notie van de MeToo-beweging en wat deze betekent voor eigentijdse vrouwen. Het boek is in 2019 gepubliceerd door uitgeverij Atlas Contact. Laterveer (1976) is een schrijfster en journaliste die zich al vaker met dit onderwerp heeft bezig gehouden. De essays zijn geschreven door Laterveer, Marja Pruis (1959), Herien Wensink (1977), Emy Koopman (1985), Anaïs Van Ertvelde (1988), Naema Tahir (1970), Basje Boer (1980), Merel Bem (1977), Nelleke Noordervliet (1945), Bo van Houwelingen (1987), Yaël Vinckx (1986), José Rozenbroek (1960) en Maral Noshad Sharifi (1989).

## Inhoud
Elk van de essays staat op zichzelf. Het eerste essay Wat maakt de vrouw? van Laterveer zelf, bedt het boek in, in de ruimere en internationale geschiedenis van het feminisme. Laterveer legt ook uit hoe zij tot de titel Wolf kwam; dit is een verwijzing naar Virginia Woolf, die ze ziet als een van de eerste vrouwelijke essayisten. Ook legt ze uit dat het dier eveneens een inspiratie was; hoewel wolven vaak de reputatie hebben de confrontatie aan te gaan, zijn het in realiteit conflictmijdende dieren. Laterveer roept feministen op om, net als de wolf, conflicten niet actief te zoeken en vriendelijkheid te betrachten.
Het essay Hete vuren. Seks, macht en #MeToo van Marja Pruis gaat in op de verschillen tussen de oudere generatie feministen en de jongere generatie. Als casus neemt zij hiervoor de MeToo-beweging, die door oudere feministen vaak wat meewarig wordt bekeken. Vervolgens legt zij het verschil in benadering uit. Ze vat dit als volgt samen: "Het ongemak van [Helen] Garner en haar generatiegenoten [de oudere feministen] heeft plaatsgemaakt voor de overtuiging dat het simpelweg een grondrecht is van vrouwen om niet te worden lastiggevallen."
Herien Wensink, schrijfster en cultuurjournaliste bij de Volkskrant, schrijft in haar essay Fijne razernij op vrouwelijke woede. Ze legt uit dat er sinds de MeToo-beweging meer ruimte is gekomen voor uitingen van vrouwelijke razernij en onaangepastheid, zowel in het echte leven als op tv. Waar het eerst door de zorgende positie van de vrouw niet wenselijk was dat zij woedde uitte, werkte volgens Wensink MeToo als een lont bij een kruitvat van ingehouden woede. Ze legt vervolgens uit dat woede een belangrijke emotie is die bij onderdrukking negatieve effecten kan hebben op de (psychische) gesteldheid van mensen die hun woede niet mogen uiten. Wensink roept dan ook op om woede op een assertieve wijze te uiten, zonder zich te laten leiden door de woede.
In Het orgaan bespreekt schrijfster en presentatrice Emy Koopman op de baarmoeder, waar ze tot haar 29e levensjaar weinig aandacht aan had besteed. Toch kreeg ze in die periode de diagnose baarmoederhalskanker. Ze legt uit hoe volgens medici hysterie tot stand kwam (een ronddolende baarmoeder) en hoe dit gestopt kon worden (door seks en het krijgen van kinderen). Koopman belicht vervolgens hoe dit tot een medische vertrouwenskloof leidde. Ook neemt ze de medische wetenschap, die vooral op mannen gericht is, kritisch onder de loep net als pilgebruik, het seksueel overdraagbare virus HPV, het krijgen van kinderen en het al dan niet vrouw zijn van mensen die geen baarmoeder (meer) hebben.
De kritische lijn die Koopman uitzet, wordt ook door Anaïs Van Ertvelde gevolgd in De dingen die bevrijden. Van Ertvelde werd geboren met een korte arm. Hierdoor ontwikkelde ze al snel een argwaan richting de medische stand, die haar een prothese probeerde op te dringen. Deze argwaan richtte ze ook op het gebruik van de anticonceptiepil die ze al jong begon te slikken. Ze legt uit hoe deze pil getest werd op vrouwen in Puerto Rico, die weinig keus hierin hadden, en dat de eerste gebruiksters niet op de hoogte werden gebracht van de heftige bijwerkingen die het middel kon en nog steeds kan hebben. Ook legt ze de koppeling uit tussen eerstegolffeministen, eugenetica en (gedwongen) anticonceptie of sterilisatie. Door de koppeling tussen feminisme en disability studies, is haar essay intersectioneel. Uiteindelijk roept Van Ertvelde op tot een verandering van de omgeving die gebruik van technologie (zoals haar prothese en de anticonceptie) moet ondersteunen. Ze stelt dat enkel technologie niet voldoende is om een andere benadering te bewerkstelligen.
De schrijfsters Naema Tahir, Basje Boer en Merel Bem behandelen in hun essays allemaal een casus. Tahir schrijft in Feminisme en groepsculturen op haar eigen ervaringen met groepsculturen en de wijze waarop feminisme daarin een plaats heeft. Ze doet dit aan de hand van gearrangeerde huwelijken en de omgang daarmee. Boer gebruikt de film Grease in haar essay Danny ♥ Sandy om te illustreren hoe de vrouw tot de Ander wordt gemaakt, in navolging tot de wijze waarop Edward Said die term gebruikt. Bem behandelt in Vrouwen uit de kunst een vrouw die letterlijk uit de kunst werd gehouden, namelijk Elsa von Freytag-Loringhoven. Zij zou het wereldberoemde werk Fountain gemaakt hebben in plaats van Marcel Duchamp, aan wie het werk is toegeschreven. Bem concludeert dat Von Freytag-Loringhoven het werk waarschijnlijk niet gemaakt heeft, of een goede reden had om niet tegen Duchamp in te gaan. Toch verdient zij volgens Bem een eigen tentoonstelling, ook zonder Fountain.
Nelleke Noordervliet, waarschijnlijk de bekendste schrijfster uit de bundel, schrijft in Wat verandert en wat gelijk blijft, over de moeilijkheid van afwijken van de kudde. Ze meent dat zowel vrouwen als mannen moeten emanciperen en zich los moeten maken van groepsdrang. Ze legt met verschillende historische voorbeelden uit, dat die autonomie verschillende bronnen kan hebben. Zo werd haar moeder eerder geïnspireerd door economische redenen dan door feminisme toen ze haar dochter liet doorleren.
Literatuurrecensent Bo van Houwelingens essay, De zwalkende feminist; Over bruidsjaponnen en mannen op bankjes, is een ode aan de middengroep. Vrouwen die geen fanatieke radicale feministes zijn, maar ook geen conservatieven, vrouwen zoals Van Houwelingen zelf. Zij vertelt over hoe belangrijk zij enerzijds het feminisme vindt maar hoe leuk zij 'typische vrouwendingetjes' ook vind en hoe moeilijk zij dit kan loslaten. Ze concludeert uiteindelijk dat ze deze dingen niet los hoeft te laten, maar wel kritisch moet bekijken.
She-Wolf van Yaël Vinckx, gaat over hoe de schrijfster dacht alle ballen hoog te kunnen houden, net als een wolvin in een park, die ook zonder een roedel leefde. Vinckx hield dit niet vol, kreeg een burn-out en gooide haar leven compleet om. Ze eindigt met de conclusie dat de wolvin het bij het verkeerde eind had; een sterke roedel waar iedereen op waarde wordt geschat helpt het individu juist.
Schrijfster José Rozenbroek behandelt in De Schaamte van Gloria de wijze waarop vrouwen, vaak veel meer dan mannen, zich schamen. Ze schamen zich voor hun gedrag, wanneer dat niet traditioneel vrouwelijk is, hun uiterlijk en ze rekenen het zichzelf aan wanneer ze seksueel geweld meemaken. Rozenbroeks moeder schaamde zich voor dat alles niet, maar waar ze zich wél voor schaamde, iets wat Rozenbroek zelf ook ervaart, is ouder worden.
Wolf sluit af met Welp van Leeuwinnen, van schrijfster en documentairemaakster Maral Noshad Sharifi. Ze vertelt over haar oma en haar moeder, die uit Teheran kwamen, waarvan haar ouders zijn weggevlucht. Haar oma en moeder konden zich niet de luxe veroorloven om geen nieuwe dingen te durven doen, zoals Noshad Sharifi vaak ziet bij Nederlanders en dan specifiek Nederlandse vrouwen. Ze roept dan ook op om gewoon dingen te proberen, er met beide benen in te springen en te zien waar het schip strand.

## Ontvangst
De ontvangst van Wolf door recensenten was positief. Zo schreef Laura Brouwer: "Door de persoonlijke insteek en variatie aan perspectieven is de bundel zeer de moeite waard." Wel had zij kritiek op het gebrek aan aandacht voor transgender vrouwen. Marcia van der Zwan is duidelijk fan van de bundel: "Essaybundel Wolf gaf me precies de juiste voedingsstoffen om mezelf als feministische vrouw verder te ontwikkelen." Ook Els van Swol geeft in haar recensie een positieve beoordeling: "Een andere constante in de essays is, naast het thema 'vrijheid' (...), de persoonlijke invalshoek van de schrijvers. Persoonlijke ervaringen en anekdotes maken deze bundel tot een unieke stem binnen het huidige feminisme debat [sic]."

## Podcast
In 2022 startte Laterveer met een podcast, waarin ze gesprekken voert met vrouwen zoals Milou Deelen en Hanneke van der Werf. De podcast, geïnspireerd op de bundel, heet eveneens Wolf en draait om feminisme en vrijheid. Laterveer zei hierover: "Tijdens de tweede golf van het feminisme zochten vrouwen elkaar op in huiskamers om ervaringen te delen. Ze wisten niet dat ze met dezelfde problemen worstelden, totdat ze het naar elkaar uitspraken. Pas toen kwamen ze tot de conclusie dat het probleem niet bij henzelf lag. Ik hoop dat mijn podcast de feministische huiskamer van nu wordt."